# Alison Carroll
Pour les articles homonymes, voir Carroll.
Alison Carroll, née le 21 mai 1985 à Londres, est une gymnaste, mannequin et actrice britannique.

## Biographie

### Enfance et formation
Elle est née le 21 mai 1985 à Londres.

### Carrière
En août 2008, Alison Caroll est annoncée comme le nouveau modèle de Lara Croft pour le jeu Tomb Raider: Underworld.
Elle est le premier modèle de Lara Croft à être gymnaste professionnelle.
Elle est présente au Festival du jeu vidéo 2008 pour la promotion du jeu vidéo Tomb Raider: Underworld, ainsi qu'au Micromania Game Show où elle participe à des séances photos et dédicaces.

## Filmographie

### Cinéma
- 2009 : Doghouse : l'adolescente
- 2010 : Life is an Art : Claire Jones
- 2010 : The Kid : Clare
- 2011 : Amsterdam Heavy : Monique Lander
- 2011 : Misconnect : Jess
- 2011 : Claustrofobia : Lady
- 2012 : Amina : Lucy
- 2014 : Devil’s Tower : Fiona
- 2016 : Gridiron UK : Jenny
- 2016 : Swipe Right Horror : Michelle
- 2024 : Finding My Voice : Infirmière Jones
- 2025 : Bloody Love : PC Dennis

### Courts-métrages
- 2011 : Love+1 : la femme
- 2013 : Desire
- 2023 : The Misadventures of Lady Popsalot : Lady Popsalot
- 2024 : Assassin : Willow

### Télévision
- 2014 : Inspektor Jury - Der Tote im Pub (téléfilm) : Louise
- 2024 : The great Bruxo Burvis (série télévisée) (2 épisodes) : Anna-Lee Potts